# 메이산향

메이산 향의 위치

메이산향(한국어: 매산향, 중국어: 梅山鄉, 병음: Méishān Xiāng)은 중화민국 자이 현의 향이다. 넓이는 119.7571km2이고, 인구는 2015년 8월 기준으로 20,081명이다.

## 역사
메이산의 옛 이름은 매자갱(梅仔坑)이다. 이곳은 도공계(倒孔溪) 남안의 넓은 계곡에 위치하고 옛날 이 일대에서 매화가 많이 핀 것에서 이 명칭이 붙여졌다. 1920년에 고메 장(小梅庄)으로 개칭되었다. 전후에 메이산으로 개칭되어 현재에 이르고 있다.
또 별명으로서 미자갱(糜仔坑)이라는 것도 있다. 이곳이 산록에 위치해 여기를 왕래하는 여행자에게 미고죽(米糕粥)을 판매했던 것에서 유래한다. 대만어에서는 죽(粥)을 미(糜)로 부르는 데에서 이 별칭이 생겼다.

## 교통
- 국도 3호선